# Виконт Бакмастер

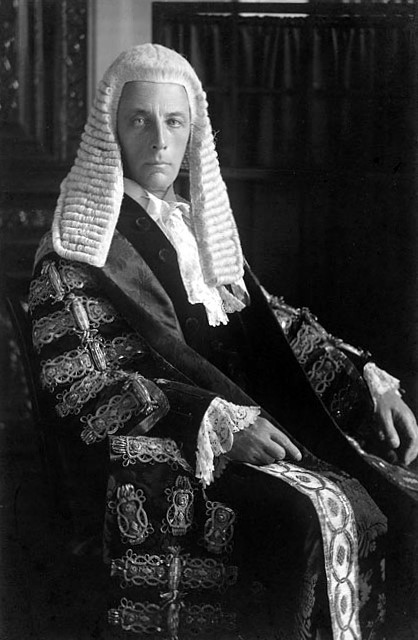
Стэнли Бакмастер, 1-й виконт Бакмастер (1861—1934)

Виконт Бакмастер из Чеддингтона в графстве Бакингемшир — наследственный титул в системе Пэрства Соединённого королевства. Он был создан в 24 февраля 1933 года для адвоката и либерального политика Стэнли Бакмастера, 1-го барона Бакмастера (1861—1934). Он был дважды депутатом Палаты общин Великобритании, занимал посты генерального солиситора (1913—1915) и лорда-канцлера (1915—1916). В 1915 году Стэнли Бакмастер получил титул барона Бакмастера из Чеддингтона в графстве Бакингемшир (Пэрство Соединённого королевства). Его внук, Мартин Стэнли Бакмастер, 3-й виконт Бакмастер (1921—2007), был британским дипломатом.
По состоянию на 2025 год носителем титула являлся племянник последнего, Эдриан Чарльз Бакмастер, 4-й виконт Бакмастер (род. 1949), который сменил своего дядю в 2007 году.

## Виконтов Бакмастер (1933)
- 1933—1934: Стэнли Оуэн Бакмастер, 1-й виконт Бакмастер (9 января 1861 — 5 декабря 1934), третий сын Джона Чарльза Бакмастера (1823—1908);
- 1934—1974: Оуэн Стэнли Бакмастер, 2-й виконт Бакмастер (24 сентября 1890 — 25 сентября 1974), единственный сын предыдущего;
- 1974—2007: Мартин Стэнли Бакмастер, 3-й виконт Бакмастер (11 апреля 1921 — 8 июня 2007), старший сын предыдущего;
- 2007 — настоящее время: Эдриан Чарльз Бакмастер, 4-й виконт Бакмастер (род. 2 февраля 1949), старший сын достопочтенного Колина Джона Бакмастера (1923—2003), племянник предыдущего;
  - Наследник: достопочтенный Эндрю Николас Бакмастер (род. 1980), единственный сын предыдущего.